# Stellaria venezuelana
Stellaria venezuelana är en nejlikväxtart som beskrevs av Julian Alfred Steyermark. Stellaria venezuelana ingår i släktet stjärnblommor, och familjen nejlikväxter. Inga underarter finns listade i Catalogue of Life.